# Robert Krasker
Robert Krasker (Perth, 21 agosto 1913 – Londra, 16 agosto 1981) è stato un direttore della fotografia australiano.
Vinse l'Oscar alla migliore fotografia nel 1951 per il film Il terzo uomo.

## Filmografia
- Il principe Azim (The Drum), regia di Zoltán Korda (1938)
- Sesso gentile (The Gentle Sex), regia di Leslie Howard (1943)
- La lampada arde (The Lamp Still Burns), regia di Maurice Elvey (1943)
- Enrico V (The Chronicle History of King Henry the Fifth with His Battell Fought at Agincourt in France), regia di Laurence Olivier (1944)
- Cesare e Cleopatra (Caesar and Cleopatra), regia di Gabriel Pascal (1945)
- Breve incontro (Brief Encounter), regia di David Lean (1945)
- Fuggiasco (Odd Man Out), regia di Carol Reed (1947)
- Carlo di Scozia (Bonnie Prince Charlie), regia di Anthony Kimmins (1948)
- Il terzo uomo (The Third Man), regia di Carol Reed (1949)
- Segreto di stato (State Secret), regia di Sidney Gilliat (1950)
- Piangi mio amato paese (Cry, the Beloved Country), regia di Zoltán Korda (1951)
- La fossa dei peccati (Another Man's Poison), regia di Irving Rapper (1951)
- Arrivò l'alba (Never Let Me Go), regia di Delmer Daves (1953)
- Senso, regia di Luchino Visconti (1954)
- Giulietta e Romeo, regia di Renato Castellani (1954)
- La principessa di Mendoza (That Lady), regia di Terence Young (1955)
- Trapezio (Trapeze), regia di Carol Reed (1956)
- Alessandro il Grande (Alexander the Great), regia di Robert Rossen (1956)
- Storie irlandesi (The Rising of the Moon), regia di John Ford (1957)
- Un americano tranquillo (The Quiet American), regia di Joseph L. Mankiewicz (1958)
- Il dilemma del dottore (The Doctor's Dilemma), regia di Anthony Asquith (1958)
- Il diavolo nello specchio (Libel), regia di Anthony Asquith (1959)
- Giungla di cemento (The Criminal), regia di Joseph Losey (1960)
- Giulietta e Romanoff (Romanoff and Juliet), regia di Peter Ustinov (1961)
- El Cid, regia di Anthony Mann (1961)
- Billy Budd, regia di Peter Ustinov (1962)
- La caduta dell'Impero romano (The Fall of Roman Empire), regia di Anthony Mann (1964)
- Il collezionista (The Collector), regia di William Wyler (1965)
- Gli eroi di Telemark (The Heroes of Telemark), regia di Anthony Mann (1965)